# 아프리카 주도 말리 국제지원임무
아프리카 연합 말리 임무 (AFISMA), 또는 아프리카 주도 말리 국제지원임무는 아프리카 연합 산하 기구인 서아프리카 경제 공동체가 회원국 말리 내의 분쟁을 해결하기 위해 조직한 군사 임무이다. 북부 말리 분쟁이 터진 후 이 기구가 조직되었다. 유엔 안보리에서 이 임무는 결의안 제2085호에 의해 승인받았고, 2012년 12월 20일 통과되어 아프리카 주도 말리 국제지원임무의 파병을 초기 1년간 승인하게 되었다.
초기에 임무는 2013년 9월부터 시작될 예정이었으나 2013년 1월 초 반군의 갑작스런 진격과 세르발 작전 당시 프랑스군의 개입으로 서아프리카 경제 공동체는 아프리카 연합 말리 임무를 즉각 파병하기로 결정했다. 2013년 1월 17일 나이지리아가 말리에 공군 및 육군 병력을 파병하기 시작했다. 나이지리아의 파병은 부르키나파소에서 온 160명의 병력이 그 주에 도착한 후 그 다음주에 이루어졌다. 이 임무의 첫 사령관은 나이지리아 중령 압둘카디르 셰후였다.
한편 서아프리카 경제 공동체 정부 및 수장은 나이지리아 중령 셰후를 군사령관으로 임명하고 나이지리아의 여단장 야베 가브라를 부사령관으로 임명했다. 1월 31일 미국 국방부에 따르면 나이지리아, 베냉, 토고, 세네갈, 부르키나파소, 차드에서 온 1,400명의 병력이 말리에서 활동 중이라고 추정했다.

## 같이 보기
- 유엔 말리 다각적 통합 안정화 임무